# 乔斯·奥诺·因苏拉机场
乔斯·奥诺·因苏拉机场（印尼语：Bandar Udara Jos Orno Imsula） IATA代码：，是印度尼西亚马鲁古省莫阿岛上的一座机场，主要服务西南马鲁古县的县治城镇蒂阿科。

## 航空公司和目的地
| 航空公司     | 目的地 |
| ------------ | ------ |
| 特里嘎纳航空 | 安汶   |

## 资料来源
1. ↑  .   [2018-11-22]. （原始内容存档于2017-05-22）.